# Międzyrzec Podlaski Nowe Miasto
Międzyrzec Podlaski Nowe Miasto – dawne miasto w obrębie współczesnego miasta Międzyrzec Podlaski, uzyskało lokację miejską po 1700 roku, zdegradowane po 1800 roku.